# Personaggi di Donkey Kong
Di seguito riportiamo una lista dei personaggi della serie videoludica di Donkey Kong fatta da Rare e Nintendo, tra gli altri.

## Personaggi principali di Donkey Kong

### Pauline
Pauline è la damigella in pericolo, rapita da Donkey Kong e posta alla cima dell'impalcatura. Nei primi capitoli veste un abito rosa, successivemente un abito da cocktail rosso, tacchi neri e vistosi orecchini ad anello. Viene reintrodotta satuariamente in titoli come Donkey Kong (1994) e nella serie Mario vs. Donkey Kong. Per poi essere presenza fissa a partire da Donkey Kong Bananza, la quale è presente una versione bambina.

### Jumpman
Jumpman è un carpentiere, indossa maglietta blu e salopette rosse. Nel videogioco dovrà ricongungersi con Pauline salendo sul'impalcature ed al contempo schivando i barili gettati da Donkey Kong.  il protagonista del gioco. A partire dal secondo capitolo verrà rinominato nel più ben noto Mario.

### Donkey Kong Jr
Donkey Kong Jr. è il figlio di Donkey Kong. Appare in Donkey Kong Jr. e Donkey Kong Jr. Math. In Donkey Kong Jr. il suo compito è quello di salvare il padre tenuto in ostaggio da Mario.

### Stanley
Stanley, chiamato anche Stanley the Bugman, è un giardiniere armato di insetticida, apparso inizialmente da solo come protagonista del Game & Watch Greenhouse (1982). Diventa nuovamente protagonista e avversario di Donkey Kong nell'arcade Donkey Kong 3 e nel Game & Watch Donkey Kong 3

## Personaggi principali di Donkey Kong Country

### Cranky Kong
Cranky Kong (クランキーコング?, Kuranki Kongu) è il nonno di Donkey Kong,una scimmia anziana e scorbutica, famosa per i suoi commenti che sfondano la quarta parete. Introdotto in Donkey Kong Country, è apparso in diversi giochi di Donkey Kong, all'inizio come consigliere riluttante per Donkey Kong e i suoi amici (nel gioco e nel manuale di istruzioni), e poi come concorrente di minigiochi e guida. Sua moglie era Wrinkly Kong.
È stato confermato dai produttori della Nintendo che è Cranky l'originale Donkey Kong comparso in Donkey Kong. Il nuovo Donkey Kong (introdotto in Donkey Kong Country) è il nipote di Cranky e figlio di Donkey Kong Junior apparso nell'omonimo videogame.
Come suggerisce il nome, Cranky è amareggiato da diverse cose, e se ne lamenta con chiunque. Si lamenta soprattutto dei videogiochi moderni, ricordando i suoi giorni di gloria quando era un personaggio a 8 bit con solo tre frame di animazione.
In Donkey Kong Country per SNES, lo scopo principale di Cranky è dare consigli utili sui molti livelli del gioco a Donkey Kong e al suo compagno Diddy Kong ogni volta che entrano nella sua cabina. Donkey Kong Country 2 lo vede in un ruolo simile, anche se dietro pagamento. In Donkey Kong Country 3 sfida i protagonisti nei minigiochi dello Swanky's Sideshow; nella versione per Game Boy Advance di Donkey Kong Country 2 e Donkey Kong Country 3, gestisce diversi minigiochi, ed è giocabile in uno di essi per un breve periodo.
Donkey Kong 64 vede Cranky vendere pozioni che danno a ognuno dei cinque protagonisti abilità speciali. Inoltre gestisce il gioco Jetpac, sbloccabile ottenendo 15 Banana Medals. Ottenendo 5000 punti in Jetpac fa guadagnare la Rareware Coin, necessaria per finire il gioco.
Cranky appare come cameo in Super Smash Bros. Melee e Super Smash Bros. Brawl, oltre a apparire in Donkey Konga e nei suoi sequel. Le sue apparizioni più recenti lo vedono dare consigli in DK King of Swing e Donkey Kong: Jungle Climber, in Donkey Kong Jet Race dove è un personaggio completamente giocable per la prima volta (a parte i minigiochi della versione GBA di Donkey Kong Country 3), e in Donkey Kong Country Returns, dove gestisce diversi negozi e aiuta il giocatore.
Cranky era un personaggio fisso della serie animata Donkey Kong Country. È ancora senile come nei giochi, ma senza i commenti verso il pubblico. Spesso Cranky mischiava pozioni, prevedendo in qualche modo il suo ruolo in Donkey Kong 64. È doppiato da Aron Tager, e da Ryūsei Nakao in lingua giapponese mentre nella versione italiana inedita da Oliviero Corbetta.

### Candy Kong

Candy Kong

Candy Kong fornisce diversi servizi per i Kong nei vari giochi. Appare per la prima volta in Donkey Kong Country, dove gestisce il punto di salvataggio del gioco. La sua seconda apparizione è in Donkey Kong 64; in questo gioco, fornisce degli strumenti musicali ai Kong per usarli contro i Kremling e dà più angurie ai Kong, aumentando la vita del giocatore. Fa una breve apparizione anche in DK King of Swing e nel remake per GBA di Donkey Kong Country 2 (nello Swanky Kong' Quiz Show) e Donkey Kong Country 3 (in una delle sfide di Funky, come personaggio catturato dai Kremling). Appare brevemente anche in Donkey Kong Jet Race nella modalità Le prove di Candy, dove permette al giocatore di collezionare fino a 1000 banane e vincere i percorsi al primo posto.
Candy era anche un personaggio fisso nella serie animata per TV Donkey Kong Country. Era doppiata da Joy Tanner nella versione originale mentre nella versione italiana,mai trasmessa,da Jasmine Laurenti.Comunque, nella serie, aveva un look molto diverso da quello dei giochi, e mostrava un carattere forte. Inoltre, nella serie, lavorava nella fabbrica di barili di Bluster Kong.
Candy è la fidanzata di Donkey Kong, come viene detto in Super Smash Bros. Brawl (dove compare come trofeo) e anche in Donkey Kong Country: Legend of the Crystal Coconut. In Donkey Kong 64, Candy ha un ritratto di Donkey su una tela a forma di cuore, e Donkey ha un ritratto di Candy a casa sua. Nel 2007, Games.net ha classificato Candy Kong al secondo posto nella lista dei "Primi dieci personaggi di videogiochi estremamente sexy".
Candy ha gli occhi azzurri, i suoi capelli sono biondi e lunghi sino alle spalle. È l'unica Kong che fa uso di trucco. Ha del rossetto rosa, del mascara sugli occhi e smalto rosa nelle unghie di mani e piedi. Il suo abbigliamento consiste in un top rosa, col suo nome stampato sopra, e dei pantaloncini corti rosa con una cintura. Il suo pelo è chiaro e ha sfumature di rosa. Nella sua prima apparizione in Donkey Kong Country, Candy indossa un costume da bagno rosa (che poi utilizzerà come body per insegnare a ballare nella sua Sala da Ballo presente nel remake del gioco per Game Boy Advance) e un fiocco rosa a pallini bianchi in testa. In Donkey Kong 64 ha lo stesso trucco che ha nel suo aspetto recente. Indossava dei pantaloncini rosa con una cintura nera e una maglietta rosa a maniche corte. Aveva anche delle cuffie in testa, e per la prima e unica volta aveva due scarpe rosa ai piedi. Il suo pelo era invece marrone. Nel cartone animato, aveva capelli arancioni corti. Il suo abbigliamento consisteva in una maglietta bianca, pantaloncini blu e una cintura nera. In fronte aveva anche una bandana blu, e il suo pelo era marrone chiaro. Alle orecchie aveva un paio di orecchini e ai polsi due braccialetti dorati.

### Chunky Kong
Chunky Kong è un gorilla di 2000 libbre ed è uno dei Kong giocabili in Donkey Kong 64. Chunky è il fratello maggiore di Kiddy Kong e cugino di Dixie Kong e Tiny Kong. Nonostante la sua stazza, a volte si comporta in modo infantile e codardo. Grazie alla sua forza e alle pozioni di Cranky Kong, può spostare macigni e dare pugni potentissimi. Appare come una delle stampe in Super Smash Bros. Brawl. Appare brevemente in un cameo nel remake per GBA di Donkey Kong Country 3, dove nel minigioco di Funky's Rental viene catturato dai Kremling. In Donkey Kong Jet Race la sua arma, il Pineapple Launcher, insegue l'avversario davanti al giocatore fino a colpirlo.

### Dixie Kong
Dixie Kong è la fidanzata di Diddy Kong, apparsa per la prima volta in Donkey Kong Country 2 e Donkey Kong Land 2 come alleata di Diddy. Successivamente Dixie è la protagonista di Donkey Kong Country 3. Anche se non ritorna in Donkey Kong 64, sua sorella Tiny la rimpiazza. Torna come personaggio giocabile in Donkey Konga 2 per GameCube. Appare ancora nel gioco Donkey Konga 3, uscito solo in Giappone. È anche un personaggio selezionabile in Diddy Kong Racing DS e Donkey Kong: Jungle Climber per Nintendo DS, in DK King of Swing per GBA, Mario Superstar Baseball per GameCube, e Mario Super Sluggers e Donkey Kong Jet Race per Wii e Mario Hoops 3-on-3 per DS. Dixie è famosa per la sua abilità di ruotare la sua lunga coda di capelli per planare. Dixie Kong ha assicurato il suo posto come una dei protagonisti della serie di Donky Kong, in terza posizione dopo Donkey e Diddy. Come Diddy, è una dei personaggi fissi nella serie TV animata.

### Donkey Kong Junior
Donkey Kong Junior, noto anche come DK Jr. o semplicemente Junior, è il protagonista del gioco arcade omonimo e figlio dell'originale Donkey Kong. Junior è essenzialmente la versione infantile di suo padre, tenuto prigioniero in una gabbia da Mario. Torna nel gioco Donkey Kong per Game Boy nel 1994, dove si scontra con Mario e si allea con suo padre, che ha di nuovo rapito Pauline. Junior è apparso come personaggio selezionabile in Super Mario Kart (l'unico gioco della serie in cui appare), nel gioco Mario's Tennis per Virtual Boy e in Mario Tennis per N64. È il protagonista del gioco educativo Donkey Kong Jr. Math per NES. Fa altre apparizioni nei giochi Game & Watch Donkey Kong Jr. e nel gioco LCD Donkey Kong 2, come anche nella serie Game & Watch Gallery per Game Boy. Appare anche come la trasformazione del re del Mondo 5 nella versione SNES e GBA di Super Mario Bros. 3. È apparso nella prima stagione della serie animata Saturday Supercade, doppiato da Frank Welker. Come suo padre, anche lui ha avuto la sua marca di cereali.
Secondo Rare, gli sviluppatori di Donkey Kong Country, ci sono diversi Donkey Kong, e quello odierno apparso da Donkey Kong Country in poi è effettivamente la versione adulta di Junior stesso. Comunque, nei dialoghi dei giochi, Cranky definisce Donkey Kong suo "nipote" (cosa riportata anche sul manuale del gioco). In Super Smash Bros. Brawl, da una conversazione tra Solid Snake e Otacon apprendiamo che in effetti l'attuale Donkey Kong è il nipote del primo Donkey Kong e di conseguenza quindi figlio di Donkey Kong Junior. Ciò viene confermato anche in Donkey Kong Country Returns.
Diddy Kong doveva essere una versione aggiornata di Donkey Kong Junior, ma alla Nintendo il personaggio sembrava troppo diverso, e suggerirono o di mantenere Junior con il vecchio aspetto o di fare un nuovo personaggio. Rare ha scelto quest'ultimo suggerimento e il nuovo personaggio prese il nome di Diddy Kong.

### Funky Kong
Funky Kong di solito fornisce servizi ai Kong, come andare nei mondi già completati. Comunque, in Donkey Kong Country 3, cambia ruolo diventando un costruttore e venditore di barche, permettendo a Dixie Kong e a Kiddy Kong di raggiungere nuove aree nel mondo. In Donkey Kong 64, Funky cambia lavoro e diventa l'esperto di armi del gruppo. Vende molta artiglieria e miglioramenti ai Kong. Al posto della tavola da surf, porta un grande razzo sulla schiena. La tavola da surf tornerà nei giochi successivi. È un personaggio giocabile in Donkey Kong Jet Race, e anche nella modalità multiplayer di DK King of Swing e Donkey Kong: Jungle Climber.
Funky era anche un personaggio fisso nella serie TV animata, dove è stato doppiato da Damon D'Oliveira e in italiano da Luca Bottale. Una evidente differenza tra la serie e i giochi è il colore del suo pelo; inoltre gli viene dato un accento giamaicano. In ogni caso, come nel gioco, è un fanatico del surf, e gestisce un'agenzia di voli, come in Donkey Kong Country. Non si impegna a combattere i Kremling, lasciandoli a Donkey e Diddy. Non ama la guerra, anche se ironicamente poi vende le armi in Donkey Kong 64.
Funky appare come personaggio sbloccabile in Mario Kart Wii, la sua prima apparizione in un gioco di Mario. Ricomparirà in Mario Super Sluggers per Wii.

### Kiddy Kong
Kiddy Kong, noto come Dinkey Kong (ディンキーコング?, Dinki Kongu) in Giappone, è un gorilla infantile di tre anni molto grande, creato da Rare. È stato introdotto in Donkey Kong Country 3 come alleato e cugino stupido di Dixie. La loro missione era risolvere alcuni misteri nel Kremisfero Superiore e ritrovare i loro amici Donkey e Diddy. È poco intelligente ma con una grande forza, e si mette sempre nei guai coma Donkey e Diddy. È un personaggio giocabile in Donkey Kong Land III dove aiuta Dixie a trovare il favoloso Mondo Perduto prima di DK, Diddy e dei Kremling. Non compare in Donkey Kong 64, ma viene menzionato nel manuale di istruzioni come fratello di Chunky Kong. Doveva comparire in Donkey Kong Racing prima che il gioco venisse cancellato, e non è più riapparso in altri giochi. Kiddy può saltare rotolando sull'acqua, può rotolare per fare salti più lunghi, può lanciare Dixie in luoghi molto alti, e Dixie può lanciarlo per rompere il pavimento e svelare dei segreti nascosti.

### Lanky Kong
Lanky Kong è un orango di Sumatra, lontano cugino della famiglia Kong. Appare per la prima volta in Donkey Kong 64 come uno dei cinque Kong giocabili. Lanky inoltre fa un cameo nella versione per GBA di Donkey Kong Country 3 in uno dei minigiochi di Funky. Appare anche in Donkey Kong Jet Race come personaggio sbloccabile.
Da notare come in Donkey Kong Country c'è un orangotango nemico chiamato Manky Kong simile a Lanky sia nell'aspetto che nel nome. Non si sa se hanno qualche relazione o se Lanky Kong è basato su Manky Kong.
Lanky Kong appare come trofeo in Super Smash Bros. Brawl.

### Swanky Kong
Swanky Kong (スワンキーコング?, Suwanki Kongu) è un Kong imprenditore, che gestisce uno show televisivo chiamato "Swanky's Bonus Bonanza" in Donkey Kong Country 2, nel quale Diddy e Dixie devono rispondere correttamente a delle domande sul gioco per vincere vite extra. Dopo la distruzione della Crocodile Isle in DKC2, Swanky gestisce lo "Swanky's Sideshow" nel Kremisfero Settentrionale di Donkey Kong Country 3 dove il giocatore sfida Cranky Kong. In entrambi i giochi veste in maniera molto vistosa. Nella versione GBA di DKC2, ha come assistente Candy Kong. Nella versione GBA di DKC3, Swanky gestisce "Swanky's Dash", un reality virtuale dove si collezionano stelle. Compare brevemente anche nel film Super Mario Bros-Il film, nel quale viene indirettamente ucciso dal generale dei Kong, facendo un incidente con il suo go kart a causa di una banana gettata sulla strada da quest'ultimo.
Swanky non è mai apparso come personaggio giocabile. La sua relazione con la famiglia Kong è sconosciuta.

### Tiny Kong

Tiny Kong

Tiny Kong è la sorella giovane di Dixie Kong e cugina di Kiddy Kong e Chunky Kong. È uno dei cinque personaggi giocabili in Donkey Kong 64. È anche il personaggio più veloce dello stesso gioco. In Donkey Kong 64 Tiny è uno dei tanti Kong rapiti dalla banda dei Kremling all'inizio del gioco. La si trova nel Llama's Temple dell'area Azteca. Una volta sbloccata, Tiny può raccogliere le banane e le monete viola. Durante il resto del gioco, Tiny acquisisce un sacco di abilità speciali bevendo le magiche pozioni di Cranky Kong. Alcune di queste comprendono diventare molto piccola, volteggiare in aria e teletrasportarsi da un posto all'altro. L'arma di Tiny è una balestra speciale costruita da Funky Kong che spara proiettili piumati. Il suo strumento musicale invece è il sassofono. Tiny Kong ritorna dopo tanto tempo come personaggio giocabile in Diddy Kong Racing DS. Lei e sua sorella Dixie rimpiazzano Banjo e Conker, due personaggi giocabili nell'originale Diddy Kong Racing che sono stati rimossi a causa del passaggio di Rare alla Microsoft. In questo gioco Tiny appare più matura di quanto lo fosse in Donkey Kong 64, acquisendo un aspetto da teenager. Il suo nuovo abbigliamento consiste in un berretto color arcobaleno, dei pantaloni azzurri, un top celeste con un fiore disegnato, dei polsini di pelliccia e dei sandali rosa. Inoltre ha dello smalto rosa nelle unghie di mani e piedi. La sua voce è simile a quella della Principessa Peach. Ritorna come personaggio giocabile nel titolo per Wii Donkey Kong Jet Race. Tiny Kong compare anche come battitrice nel gioco di baseball Mario Super Sluggers. È doppiata in inglese da Jen Taylor.

### Wrinkly Kong
Wrinkly Kong è una anziana gorilla, nonna di Donkey Kong e moglie di Cranky Kong. Fa la sua prima apparizione in Donkey Kong Country 2 per SNES, dove gestisce il Kong Kollege. Dà informazioni al giocatore e permette di salvare il gioco. Riappare in Donkey Kong Land 2, e di nuovo in Donkey Kong Country 3. Questa volta, abita in una caverna, dove il giocatore può salvare il gioco e depositare i Banana Bird, trovati durante il gioco.  Questo concetto rimane (senza i Banana Bird) in Donkey Kong Land III, dove risiede in un rifugio. Nella versione per GBA di Donkey Kong Country 3, Wrinkly viene descritta come un successore spirituale dei Banana Birds.
Wrinkly appare poi in Donkey Kong 64; sembra sia morta dopo Donkey Kong Country 3, visto che si presenta sotto forma di fantasma. Ogni ingresso ai mondi presenta cinque porte con la sua faccia, dove il giocatore può avere consigli sul mondo in questione (tranne in Hideout Helm). In base al colore della porta, il consiglio riguarderà un personaggio specifico.
La sua prima apparizione come personaggio giocabile è stata in DK King of Swing, per poi tornare in Donkey Kong: Jungle Climber e come personaggio sbloccabile in Donkey Kong Jet Race.

## Nemici principali

### King K. Rool/Kapitano K. Rool/Barone K. Roolenstein/King Krusha K. Rool
King K. Rool è un obeso coccodrillo antropomorfo, ed è l'antagonista principale della serie e arcinemico di Donkey Kong. King K. Rool è il re psicotico dei Kremling, che si scontra sempre con i Kong, definendoli come "sporche scimmie" e "cervelli da scimmia", e ruba la scorta di banane di Donkey Kong. I suoi caratteri più distintivi sono l'occhio sinistro gonfio (caratteristica che pare possedere dalla nascita) e la sua pancia dorata. K. Rool sembra essere più muscoloso che grasso, visto che ha tanta forza bruta da eguagliare (e forse superare) la forza di Donkey e Chunky Kong. In Donkey Kong Country, indossa un mantello rosso e una corona d'oro, e dopo la sua sconfitta usa altri strumenti contro i Kong. È il pirata "Kapitano K. Rool" che rapisce Donkey in Donkey Kong Country 2, lo scienziato pazzo "Barone K. Roolenstein" che cerca di impadronirsi del Kremisfero Nord in Donkey Kong Country 3, e il pugile "King Krusha K. Rool" provoca danni in Donkey Kong 64. Un dettaglio degno di nota è la sua coda, che cambia dimensioni di volta in volta (da lunga a corta ad assente). Nella serie animata, appare come un re e spesso lotta contro il Kapitano Skurvy sebbene siano della stessa specie. È doppiato da Kevin Bayliss in Donkey Kong 64, da Ben Campbell nella serie animata e da Jūrōta Kosugi nell'adattamento giapponese. Il suo nome è una storpiatura di "cruel" (crudele in inglese). Nell'adattamento italiano della serie animata (tutt'ora inedita) è doppiato da Pietro Ubaldi.
Dopo molti anni dalla sua ultima apparizione, King K. Rool torna come combattente in Super Smash Bros. Ultimate.
King K.Rool ritorna inoltre come antagonista finale nel nuovo titolo in 3D Donkey Kong Bananza.

### Ciurma Kremling
I Kremling sono creature simili a coccodrilli e alligatori governati da King K. Rool e sono di solito nemici dei Kong. Le specie sono originarie della Crocodile Isle, anche se sono stati visti per la prima volta sull'isola dei Kong in Donkey Kong Country, quando King K. Rool ha rubato la scorta di banane di Donkey Kong, anche se la ragione per la quale un gruppo di carnivori debba rubare delle banane non è mai stata spiegata. Hanno molte dimensioni, varietà e colori, e molti di loro sono antropomorfi. Nel primo Donkey Kong Country, essi vestivano indumenti militari, ma nel sequel indossavano abiti pirateschi (come sembra essere costume nella loro isola natia). Nel terzo episodio, molti di loro non indossavano nessun abito, e spesso sembravano dei mutanti, il lavoro del Barone K. Roolenstein.
La ciurma dei Kremling (Kremling Krew in inglese) indica l'inter armata di K. Rool, che non consiste solo di Kremling, ma anche di altre specie di animali (uccelli, mammiferi, insetti, pesci, altri rettili, etc.) che sembrano seguire il re psicotico. Anche molte macchine e fantasmi (non-morti) sembrano far parte della ciurma dei Kremling.
Molti di questi nemici sono apparsi anche in Donkey Kong 64 e sono giocabili in Donkey Kong Jet Race. In Mario Super Sluggers, Kritter appare come personaggio giocabile per il team DK Wilds. Inoltre Kritter appare anche in Mario & Sonic ai Giochi Olimpici e nel suo sequel.
Sebbene quasi tutti i Kremling siano nemici dei Kong, due eccezioni sono Klubba e K. Lumsy. Il primo appare in Donkey Kong Country 2, dove sorveglia gli ingressi al Mondo Perduto facendosi pagare il pedaggio ed è armato di una grossa clava (club in inglese). Il secondo è un enorme Kremling, tenuto prigioniero da K. Rool perché si era rifiutato di distruggere l'isola di Donkey Kong in Donkey Kong 64; in cambio della libertà, aiuta i Kong liberando le entrate ai vari mondi. Il suo nome lascia intendere che sia abbastanza stupido (clumsy in inglese significa appunto stupido).

### Tribù Tiki Tak
La tribù Tiki Tak è un gruppo di malvagi Tiki che sono i principali antagonisti in Donkey Kong Country Returns. Questa tribù ipnotizza gli animali dell'isola di Donkey Kong e ruba le banane per riprodursi, sopravvivere e non venir schiacciata dall'ecosistema, forzando Donkey Kong a recuperare le banane con l'aiuto di Diddy.
Nel mondo vulcano si fondono insieme per fare le mani di Tiki Tong.
Essi sono strumenti musicali viventi che ipnotizzano gli animali per combattere.

### Renaldo
Renaldo (Lord Fredrick in inglese) è un enorme tricheco antagonista di Donkey Kong Country: Tropical Freeze. È il comandante dell'esercito nordico dei Nevichinghi, una popolazione nordica che tenta di conquistare l'isola di Donkey Kong trasformandola in una zona artica.

## Amici animali
Nelle serie Donkey Kong Country, Donkey Kong Land, e in Donkey Kong 64, la famiglia Kong viene aiutata da alcuni animali amichevoli che permettono ai Kong di cavalcarli o fare alcune azioni per i Kong. I più comuni sono Rambi il rinoceronte ed Enguarde il pescespada, visti per la prima volta in Donkey Kong Country. Altri amici sono Squawks il pappagallo, Squitter il ragno, Expresso lo struzzo, Winky la rana, Rattly il serpente, Glimmer il lofiforme, Clapper la foca, Quawks il pappagallo (una versione viola di Squawks che non sputa uova ma porta barili), Ellie l'elefante e Parry, un uccello che segue i Kong sulla loro testa.
Anche Donkey Kong Jungle Beat ha il suo gruppo di animali, mai visti in altri giochi. Essi sono Hoofer lo gnu, Helibird il pappagallo, Flurl lo scoiattolo volante e Orco l'orca.
Uno dei kart di Donkey Kong in Mario Kart DS ha le sembianze di Rambi, e porta il nome di "Rambi Rider". Inoltre, Rambi ed Enguarda appaiono in Donkey Kong Jet Race come "veicoli" alternativi in certi percorsi, e sia Squawks che Quawks appaiono come oggetti da usare.
Rambi e Squawks sono tornati in Donkey Kong Country Returns.

## Personaggi della serieDiddy Kong Racing

### Banjo
Banjo è un orso, e appare per la prima volta in Diddy Kong Racing. È il protagonista di alcuni giochi, come Banjo-Kazooie, Banjo-Tooie, e Banjo-Kazooie: Nuts & Bolts. Ha una sorella minore di nome Tooty, che deve essere salvata in Banjo-Kazooie. Banjo è educato e gentile, indossa dei calzoncini gialli con una cintura e uno zaino blu, che spesso contiene la sua amica Kazooie. Compare per la prima volta in Diddy Kong Racing, dove inizia la sua carriera. La sua arcinemica è la strega Gruntilda. Egli può anche suonare lo strumento omonimo.

### Bumper
Bumper  è un tasso apparso per la prima volta in Diddy Kong Racing. Guida un veicolo giallo con una striscia blu al centro.

### Conker
Il protagonista Conker è uno scoiattolo rosso avido ed è un accanito bevitore. Appare per la prima volta in Diddy Kong Racing.  Conker, sebbene sia molto materialista e non si spaventi mai di insultare, approccia sempre dei nuovi personaggi con un atteggiamento positivo. Le avventure di Conker iniziano perché si ubriaca e vaga nella direzione opposta a casa sua. Nella versione XBLA di Banjo-Kazooie, si vede un suo ritratto nel livello "Rusty Bucket Bay" dove originariamente c'era il ritratto di Berri.

### Drumstick
Drumstick è un grande gallo e uno dei migliori piloti sull'Isola di Timber. Durante gli eventi di Diddy Kong Racing, Drumstick cerca di sfidare l'invasore alieno Wizpig. Questa è stata l'ultima volta che si sia visto o sentito Drumstick. Ad un certo punto dell'avventura, Diddy e i suoi amici vedono una rana con una cresta da gallo sulla testa, che scoprono essere Drumstick. Sembra che Wizpig, invece di sfidarlo, lo abbia trasformato in rana. Drumstick dunque si allea al gruppo di Diddy.

### Krunch
Krunch è un Kremling, quindi un antagonista dei Kong, che finisce avvolto nel tentativo di cacciare Wizpig dall'isola. Di difficile controllo, rimane comunque il terzo più veloce.

### Pipsy
Pipsy è una topolina verde. Guida un veicolo rosa. Pipsy è il miglio personaggio per giocare prima di sbloccare T.T.

### T.T.
T.T. è il pilota più veloce in Diddy Kong Racing. Sembra una sveglia.

### Timber
Timber appare per la prima volta in Diddy Kong Racing, e riappare in Diddy Kong Racing DS. È una tigre dall'accento britannico.

### Tiptup
Tiptup appare per la prima volta in Diddy Kong Racing. È una tartaruga un po' stupida che spesso rimane bloccata a pancia in su (da cui il nome, un gioco di parole dall'inglese tipped-up). Appare in Banjo-Kazooie come direttore di un coro di piccole tartarughe. Ricompare in Banjo-Tooie, presumibilmente più vecchio, visto che aspetta la schiusa dell'uovo che contiene suo figlio, sperando che sia maschio visto che ha già 19 figlie. Ha bisogno dell'aiuto di Banko e Kazooie per fare schiudere l'uovo.